# Haute-Garonne
La Haute-Garonne (/ot.ga.ʁɔn/) est un département situé dans le Languedoc et en Gascogne dans la région Occitanie. Sa préfecture est la ville de Toulouse, qui est aussi le chef-lieu de la région Occitanie. Ses habitants sont appelés les Haut-Garonnais et les Haut-Garonnaises. L'Insee et La Poste lui attribuent le code 31.
Un premier département de Haute-Garonne a existé de 1790 à 1808, qui englobait également l'ancien arrondissement de Castelsarrasin, avant la création du département de Tarn-et-Garonne.
Le département compte 1 456 261 habitants selon le recensement de 2022.

## Histoire

### Création (1790)
Comme 83 départements français, ce département est créé en 1790 par l'Assemblée nationale constituante au début de la Révolution française, précisément le 4 mars 1790, en application de la loi du 22 décembre 1789. Incluant (comme son nom l'indique) toute la haute vallée de la Garonne (sauf le val d'Aran, territoire espagnol), il est formé de territoires de la province de Languedoc et de la province de Gascogne. Son chef-lieu est fixé à Toulouse, la plus grande ville, précédemment résidence du gouverneur de Languedoc et siège du Parlement de Toulouse.
Il est divisé en plusieurs districts (Toulouse, Muret, Saint-Gaudens, mais aussi Castelsarrasin, qui deviennent  en 1800 des arrondissements (sous-préfectures).

Carte du département de la Haute-Garonne en 1790

La limite de la Haute-Garonne est fixée sur le cours du Tarn et du Tescou.[Quand ?]

### Changement territorial (1808)
En 1808 est créé le département de Tarn-et-Garonne, sur des territoires de la Haute-Garonne et du Lot (chef-lieu : Cahors), département dans lequel Montauban était un chef-lieu d'arrondissement. Montauban devient chef-lieu du Tarn-et-Garonne et l'arrondissement de Castelsarrasin est transféré au nouveau département.
Dans l'actuel département de Haute-Garonne, on a donc une partie gasconne au sud-ouest (arrondissement de Saint-Gaudens) et une partie languedocienne (arrondissement de Muret et arrondissement de Toulouse).
- Languedoc

Provinces et pays constituant la Haute-Garonne actuelle :
Languedoc
Gascogne :
Armagnac
Comminges
Rivière-Verdun
Nébouzan

### Époque contemporaine
En 1957, lors de la création des régions, la Haute-Garonne est rattachée à la région Midi-Pyrénées dont Toulouse devient le chef-lieu (le préfet de Haute-Garonne est ex officio préfet de Midi-Pyrénées).
Le 1er janvier 2016, à la suite de la réforme des régions réduisant leur nombre de 21 à 13, la région Midi-Pyrénées fusionne avec la région Languedoc-Roussillon, qui forment la région Occitanie.
En 2018, le projet de diviser le département en dotant Toulouse Métropole de compétences départementales, a suscité une polémique.

## Emblèmes

### Blason
| Blason | Blasonnement : « De gueules à la croix cléchée, vidée et pommetée de douze pièces d'or, cantonnée de quatre otelles d’argent adossées et posées en sautoir. » Commentaires : la croix occitane pour le Languedoc, les otelles adossées pour le Comminges. |

Ces armoiries ont été proposées par Robert Louis, mais jamais adoptées.

## Politique et administration

### Tendances politiques et résultats
Le département de la Haute-Garonne, par tradition établie de longue date, est un département largement orienté à gauche, dès lors qu'il s'agit d'élire des députés, des sénateurs ou des conseillers départementaux.
Au sein de la gauche, la prédominance du Parti socialiste est établie depuis de longues années. Cependant, en 2017, avec les élections présidentielle et législatives, le département voit le parti La République en marche emporter 9 des 10 circonscriptions législatives du département, ainsi que l'élection présidentielle. Le parti La France insoumise a également fait de très bons résultats en Haute-Garonne, l'un des meilleurs scores nationaux, notamment à Toulouse.
À titre d'exemple, lors de l'élection présidentielle de 2017, au niveau départemental, au premier tour, c'est Emmanuel Macron (LREM) qui est arrivé en tête avec 26,43 % des voix, suivi par Jean-Luc Mélenchon (LFI) avec 23,69 %, puis suivi de loin par Marine Le Pen (FN) avec 16,71 % des voix, et enfin par François Fillon (LR) avec 16,49 % des voix.
Cependant, entre 1971 et 2008, les élections municipales ont été remportées par la droite à Toulouse, ainsi qu'à Muret, sous-préfecture, et dans quelques autres villes de l'agglomération toulousaine.
Les élections municipales de 2008 ont mis fin à cette situation paradoxale avec l'élection notamment de Pierre Cohen (PS) à la mairie de Toulouse. Cependant, l'élection d'un nouveau maire de droite, Jean-Luc Moudenc, à la tête de la préfecture départementale lors des élections municipales de 2014, relance cette situation.

## Géographie

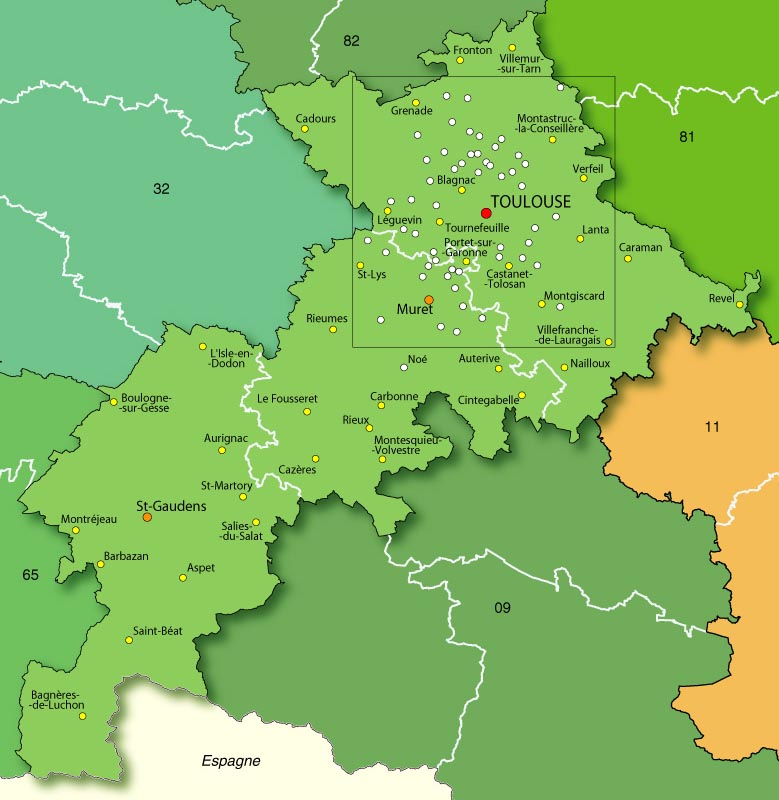
Carte de Haute-Garonne.

### Situation
La Haute-Garonne fait partie de la région Occitanie. Étant très « étirée », elle est limitrophe de nombreux départements : l'Ariège au sud-est, l'Aude à l'est, le Tarn au nord-est, le Tarn-et-Garonne au nord, le Gers à l'ouest, les Hautes-Pyrénées au sud-ouest et enfin l'Espagne au sud, à la limite de la Catalogne (côté est) et de l'Aragon (côté ouest).
Le département ne constitue pas une région historique de la France. C'est une division administrative formée de divers morceaux du Languedoc et de la Gascogne essentiellement.
La Haute-Garonne mesure, du nord au sud, 144,5 km, ce qui en fait l'un des départements français les plus longs.
Une région montagneuse au sud du département fait partie du massif pyrénéen. Une première plaine, plus au nord, s'étend de Montréjeau jusqu'à Saint-Martory, où la Garonne s'écoule bordée au sud-est par les coteaux du Comminges. La grande plaine toulousaine, après Saint-Martory, s'étend sur tout le nord du département. À Toulouse, la plaine est bordée à l'ouest par les collines de la Lomagne, à l'est par les coteaux du Lauragais.
Le nord du département est très urbanisé et dense, avec notamment Toulouse et son unité urbaine, alors que le sud est beaucoup plus rural et très peu densément peuplé, notamment à cause du relief important des Pyrénées.

Paysages de la Haute-Garonne :
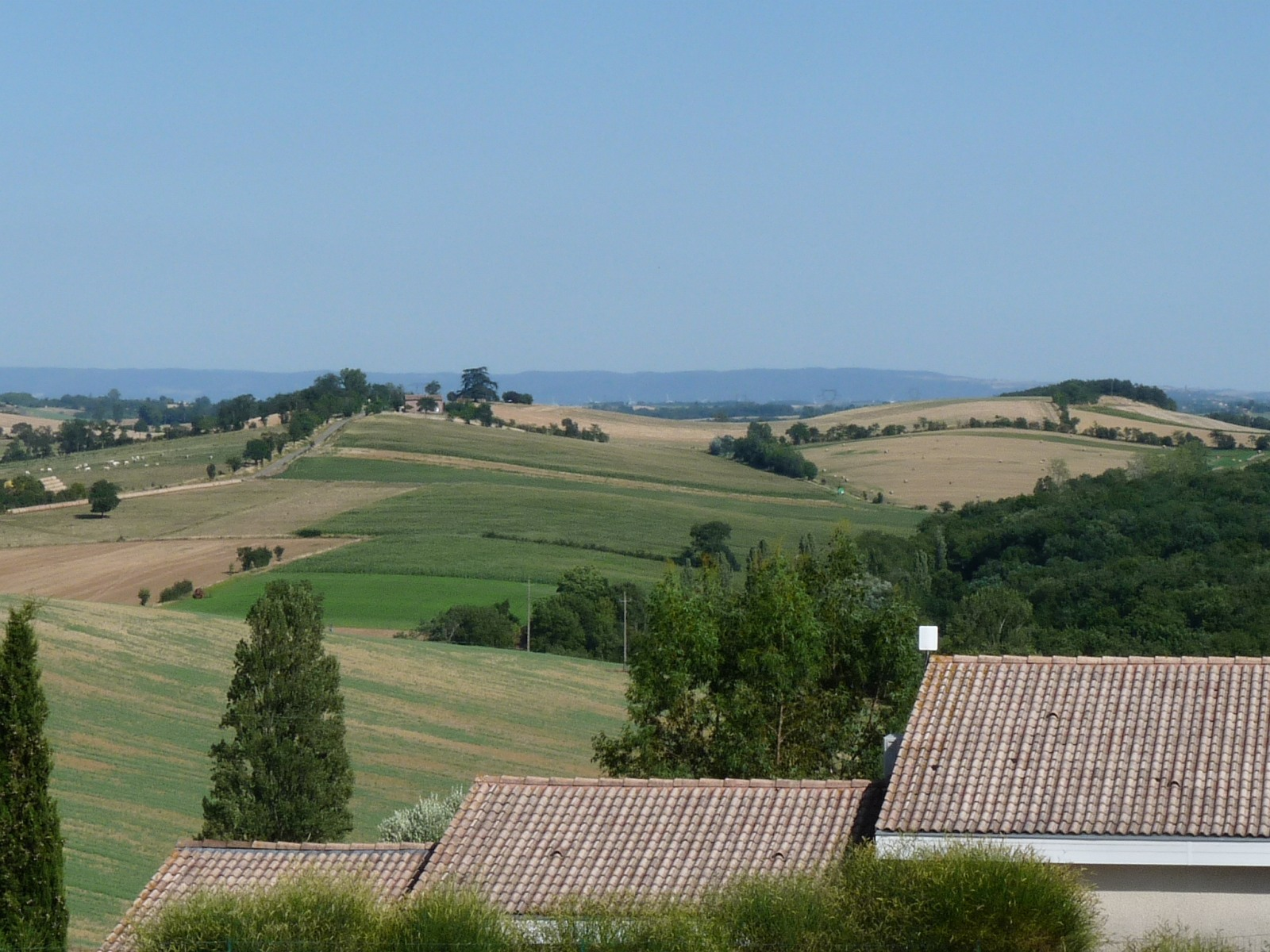
Aurin, dans le nord-est.
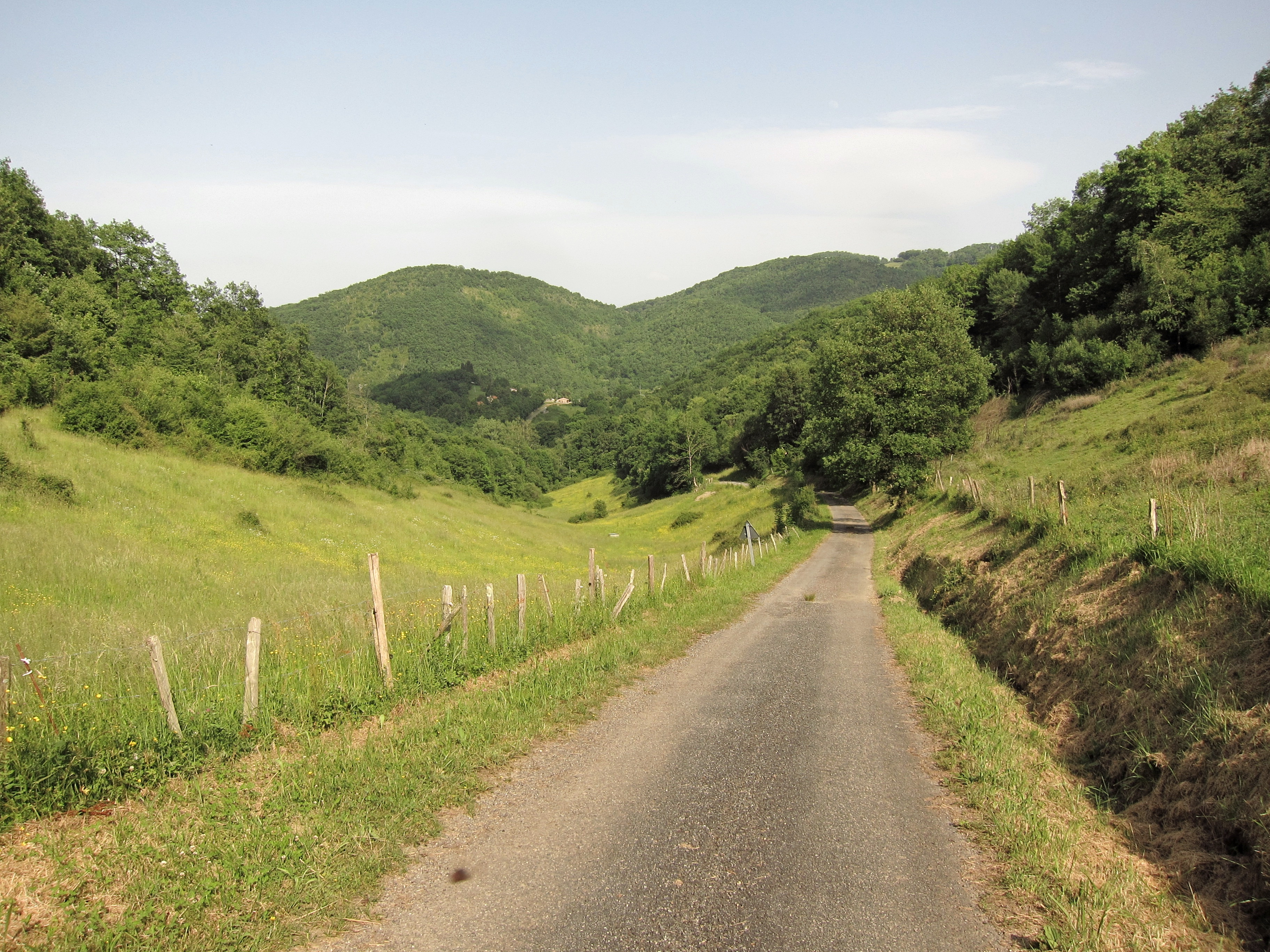
Francazal, au pied des Pyrénées, dans le sud.
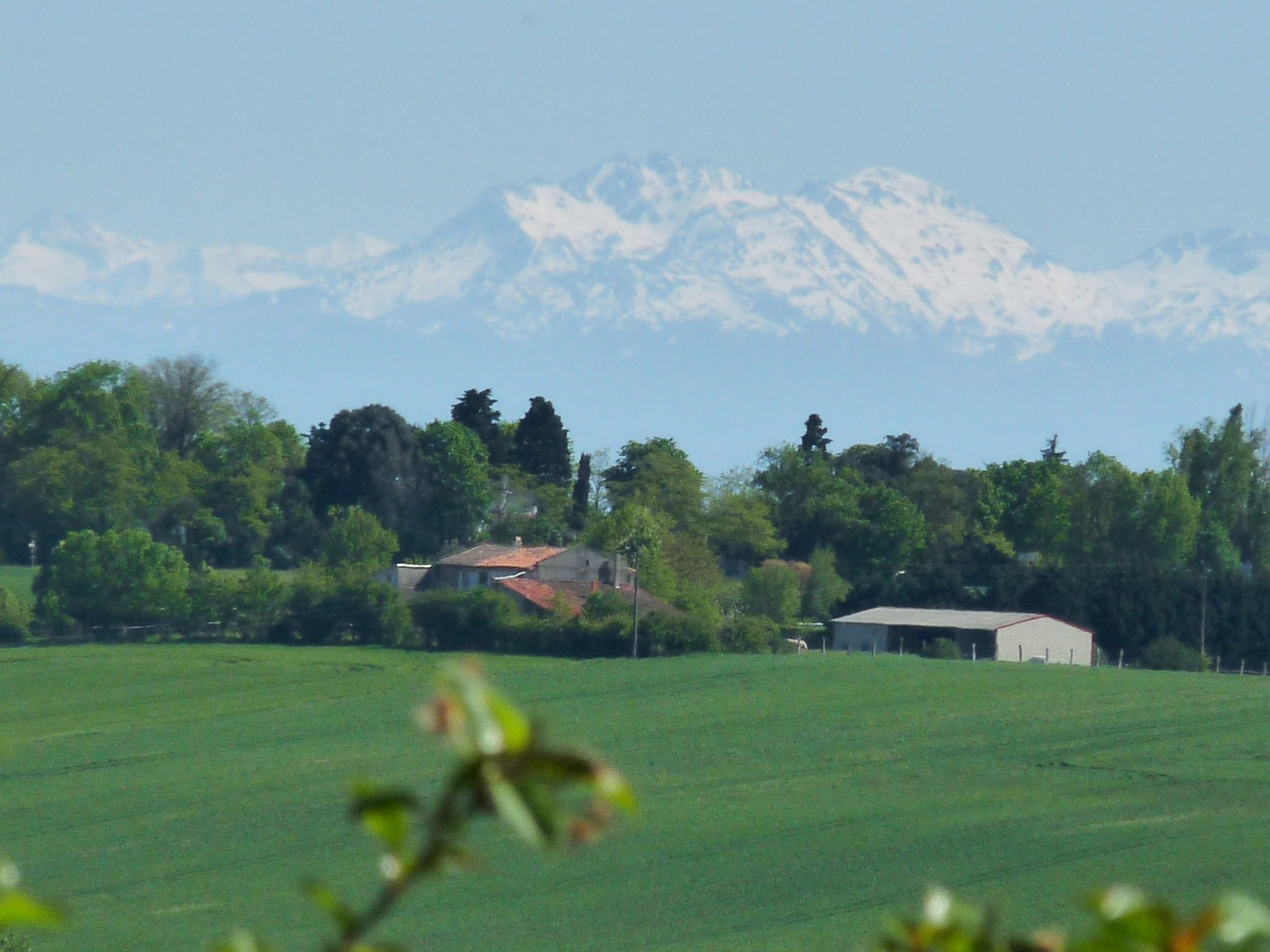
Les Pyrénées (sud-ouest) vues depuis Mons (nord-est).
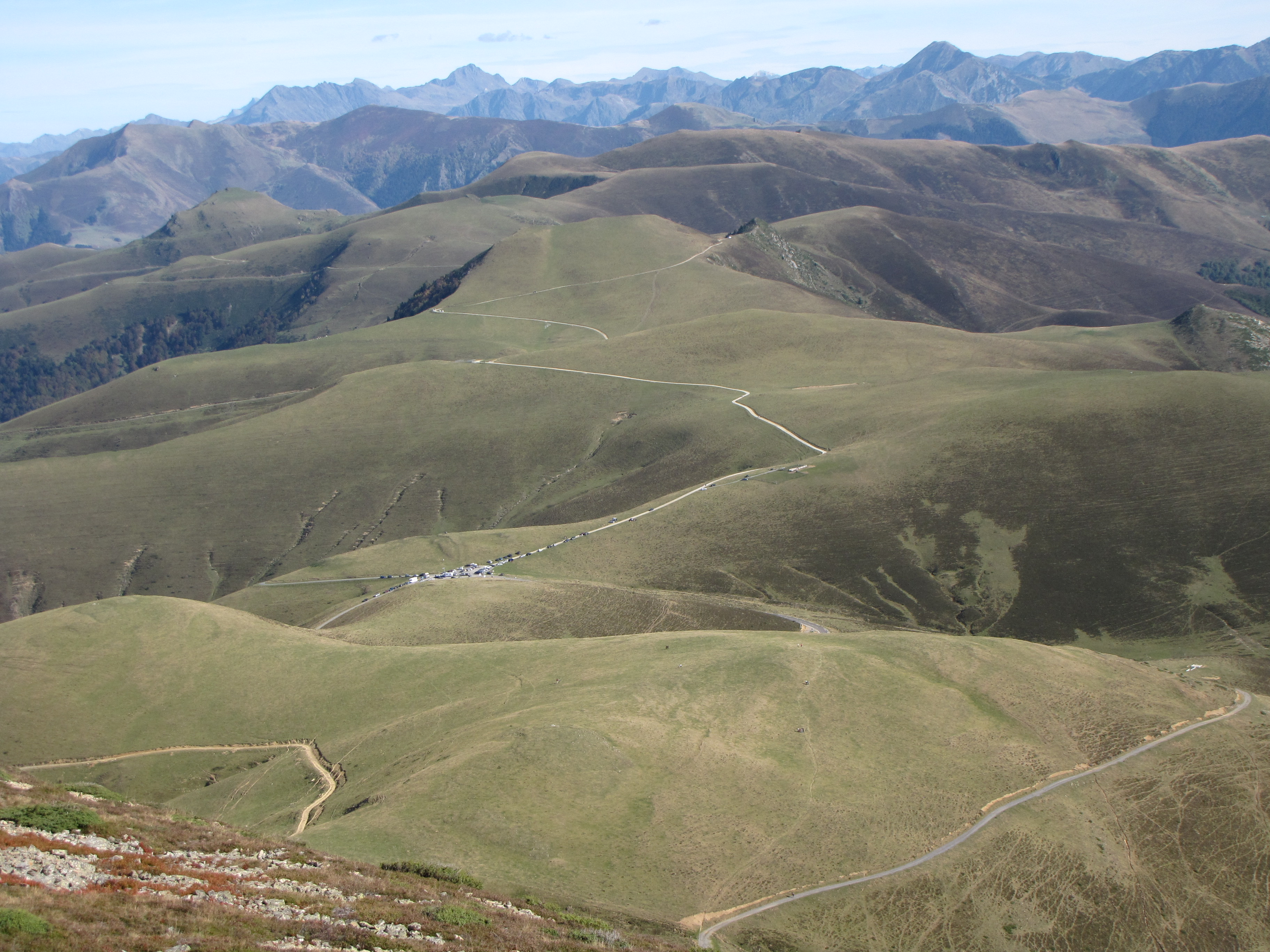
Le port de Balès dans le sud-ouest.

#### Points extrêmes
- Nord : Le Born
- Sud : Oô (Pyrénées)
- Ouest : Lécussan
- Est : Revel (Montagne Noire)

#### Répartition de la population
La répartition de la population en Haute-Garonne est extrêmement inégale : le nord est très dense, alors que le sud l'est beaucoup moins. À titre d'exemple, l'arrondissement de Toulouse, au nord, avec 410 habitants au km2 est près de 12 fois plus dense que l'arrondissement de Saint-Gaudens, au sud, avec 36 habitants au km2.
Cette inégalité se retrouve également au niveau du nombre d'habitants. Certaines communes haut-garonnaises sont dans les plus peuplées de France, quand d'autres sont dans les moins peuplées du pays :
Les 5 communes les plus peuplées sont toutes situées dans l'agglomération toulousaine. Il s'agit de :
- Toulouse (511 684 habitants, 4e au niveau national) ;
- Colomiers (40 916 hab.) ;
- Tournefeuille (29 724 hab.) ;
- Blagnac (27 314 hab.).
- Muret (25 653 hab.) ;

A contrario, les communes les moins peuplés sont toutes au sud du département. Il s'agit de :
- Caubous (3 hab.) ;
- Trébons-de-Luchon (8 hab.) ;
- Baren (11 hab.) ;
- Cirès (11 hab.).
- Bourg-d'Oueil (13 hab.) ;

#### Superficie
La superficie de la Haute-Garonne est de 6 309 km2. Mais là encore, on remarque d'immenses disparités au sein du département. La commune la plus vaste est Toulouse avec ses 118,3 km2. Mais la préfecture départementale ne se place qu'à la 118e position du classement national. Les communes les moins vastes sont :
- Trébons-de-Luchon (0,83 km2, 43e plus petite commune de France) ;
- Lourde (1,24 km2) ;
- Fonbeauzard (1,32 km2).

### Administratif

Cantons de la Haute-Garonne en 2015

Le département est constitué de trois arrondissements : Muret, Saint-Gaudens et Toulouse. Ces trois arrondissements regroupent 27 cantons. L'arrondissement de Toulouse est celui qui dispose du plus de cantons avec 21 cantons eux-mêmes divisés en 225 communes. L'arrondissement de Muret est composé de 6 cantons eux-mêmes divisés en 126 communes. Enfin, l'arrondissement de Saint-Gaudens contient 3 cantons et 235 communes.
La Haute-Garonne est divisée en 586 communes très hétérogènes. Le sud possède de nombreuses communes rurales tandis que le nord proche de Toulouse est constitué essentiellement de communes urbanisées voire très urbanisées, mais aussi de communes moins denses, surtout au nord-ouest du département.

### Paysages
À l'ouest, se trouvent les pays de la Gascogne et de Lomagne (en Gascogne également) tandis qu'à l'est se trouvent les pays du Volvestre et du Lauragais. Le paysage est constitué de collines douces et de coteaux issus d'anciens plateaux.
Les Pyrénées restent toujours visibles vers le sud du département comme une barrière naturelle. Cette chaîne de montagne, longue de 22 km dans le département, est le point culminant du département. De nombreux pics s'élèvent à plus de 3 000 m. Le pic Perdiguère à 3 222 m est le point culminant du département. Cette région de montagne est appelée le Luchonnais et contient plusieurs vallées comme celle d'Oô.
La forêt essentiellement de feuillus occupe 89 000 hectares. La zone montagnarde est constituée en majorité de hêtres tandis que la plaine et le piémont sont dominés par le chêne et le peuplier. Les grands ensembles forestiers sont localisés en montagne tandis que les bois, bosquets et forêts occupent la plaine. La forêt de Bouconne est la forêt de plaine la plus vaste s'étendant sur 2 000 hectares à l'ouest de Toulouse. Au nord-est de Toulouse se trouve une autre forêt importante, celle de Buzet, s'étendant sur 1 000 hectares. Des espaces boisés de peupliers et de saules longent la Garonne et assurent un écosystème fluvial hébergeant de nombreuses espèces animales et végétales. Ce peuplement assure aussi la fixation des berges du fleuve.
Dans l’extrême nord-est, début de la Montagne Noire avec le lac de Saint-Ferréol construit pour alimenter le Canal du Midi.

### Hydrographie

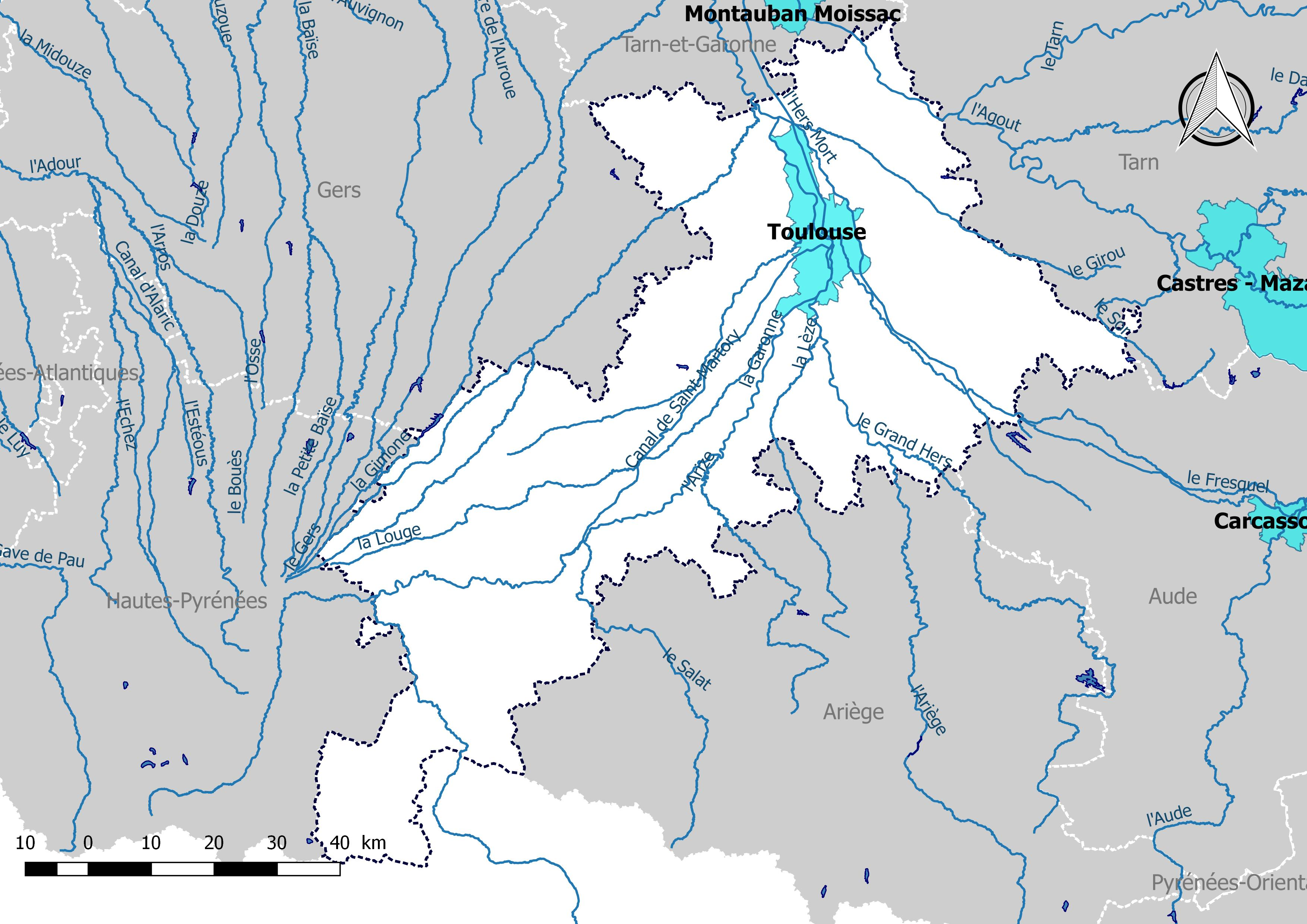
Hydrologie de la Haute-Garonne

Le département est traversé par le cours supérieur du fleuve Garonne qui lui donne son nom. Les contours du département suivent l'orientation du fleuve. Le fleuve entre en France à Fos, puis passe à Montréjeau, à Saint-Gaudens, à Cazères, à Muret, au centre de Toulouse, et à Grenade avant de quitter le département. La Garonne traverse le département sur une longueur proche de 200 kilomètres. D'est en ouest, le canal du Midi et le canal latéral à la Garonne traversent le département de la Haute-Garonne. La Garonne parcourt le département en traversant trois zones géographiques distinctes.

### Climat
Le climat de la Haute-Garonne est un climat tempéré aux influences océaniques et méditerranéennes avec des hivers modérés dans la plaine et plus froids dans le sud, ainsi que de fortes chaleurs l'été dans la plaine suivies d'automnes très ensoleillés. Les printemps sont en revanche pluvieux.
Le climat est aussi marqué par le vent d'autan dans la plaine toulousaine, et de nombreux orages en été.

## Transports
Toulouse est un important carrefour autoroutier et ferroviaire. La Ville Rose possède un périphérique à 2x3 voies fréquemment embouteillé, la gare la plus fréquentée d'Occitanie et le sixième aéroport français.

## Économie
L'économie de la Haute-Garonne repose sur l'industrie aéronautique et spatiale, après avoir connu un important essor agricole grâce au blé et au pastel. Cependant, dans le département, l'agriculture garde une part importante, notamment dans l'extrême nord et le sud du département.

### Industrie
L'industrie en Haute-Garonne est principalement centrée autour du pôle Toulousain, avec comme fer de lance l'aéronautique et l'espace. On y trouve notamment certaines chaînes d'assemblage d'Airbus, d'importants sites d'EADS dans le domaine spatial, le CNES, d'autres constructeurs comme ATR. L'agglomération toulousaine abrite également depuis fin 2010 le campus de l'Oncopôle de Toulouse, qui réunit industriels de la pharmacie et chercheurs publics dans un ensemble unique.
Le département n'est cependant pas épargné par les fermetures d'usines, comme la fermeture de l'usine Molex de Villemur-sur-Tarn, dans le nord du département, en 2009.

### Agriculture
Le secteur agricole en Haute-Garonne est majoritairement représenté par les grandes cultures avec notamment la production de maïs irrigué, ainsi que de tournesol ou de céréales à paille comme le blé. Les principales exploitations agricoles se situent dans les zones peu denses du département, comme le nord-ouest ou le sud de la Haute-Garonne.

### Secteur tertiaire

#### Fret
Au nord de l'agglomération toulousaine (Castelnau-d'Estrétefonds) se trouve Eurocentre, un pôle multimodal de 300 hectares situé à 19 km, soit 15 minutes par autoroute, de la plate-forme aéroportuaire de Toulouse-Blagnac. En combinant rail-route-autoroute, cette plate-forme est un des tout  premiers pôles logistiques d’Europe du Sud par sa taille et la qualité de ses aménagements.
Eurocentre regroupe avec plus de cent entreprises d'un centre routier poids lourds, d'un faisceau ferroviaire de réception entièrement automatisé, d'une entrée directe de trains complets, d'un parc immobilier locatif GEMFI de 4 × 30 000 m2 de bâtiments, d'un centre de vie (hôtels, restaurant, poste, etc.) et du Terminal Maritime de Toulouse : nouveau port sec de l’autorité portuaire de Barcelone sur 20 hectares. En effet, le Terminal Maritime de Toulouse (TMT) est un nouveau concept de port intérieur visant à faciliter le commerce maritime international. C'est également une initiative stratégique du port de Barcelone dont l'objectif est de faire en sorte que le port soit présent en permanence sur ce marché. Cette initiative offre aux entrepreneurs du sud de la France plus de 300 lignes maritimes régulières passant à Barcelone et qui relient presque toutes les régions économiques du monde. Il sera composé de 82 000 m2 d’entrepôts logistiques, 4 200 m2 de bureaux, 64 000 m2 de parking et 34 000 m2 dédiés au TMT.

## Démographie
Les habitants de la Haute-Garonne sont les Haut-Garonnais.
En 2022, le département comptait 1 456 261 habitants, en évolution de +8,02 % par rapport à 2016 (France hors Mayotte : +2,11 %).. La part des jeunes est assez importante avec 55 % de moins de 40 ans et parmi eux 16 % entre 20 et 29 ans. Cela s'explique par le fait que Toulouse est une grande métropole régionale et un pôle universitaire.
La préfecture et principale ville du département est Toulouse, située au centre de la partie la plus peuplée du département. Le Sud du département est moins peuplé et est également connu sous le nom de Comminges.
| 1791 | 1801    | 1806    | 1821    | 1826    | 1831    | 1836    | 1841    | 1846    |
| ---- | ------- | ------- | ------- | ------- | ------- | ------- | ------- | ------- |
| -    | 339 574 | 367 551 | 391 118 | 407 016 | 427 856 | 454 727 | 468 153 | 481 938 |

| 1851    | 1856    | 1861    | 1866    | 1872    | 1876    | 1881    | 1886    | 1891    |
| ------- | ------- | ------- | ------- | ------- | ------- | ------- | ------- | ------- |
| 481 610 | 481 247 | 484 081 | 493 777 | 479 362 | 477 730 | 478 009 | 481 169 | 472 383 |

| 1896    | 1901    | 1906    | 1911    | 1921    | 1926    | 1931    | 1936    | 1946    |
| ------- | ------- | ------- | ------- | ------- | ------- | ------- | ------- | ------- |
| 459 377 | 448 481 | 442 065 | 432 126 | 424 582 | 431 505 | 441 799 | 458 647 | 512 260 |

| 1954    | 1962    | 1968    | 1975    | 1982    | 1990    | 1999      | 2006      | 2011      |
| ------- | ------- | ------- | ------- | ------- | ------- | --------- | --------- | --------- |
| 525 669 | 594 633 | 690 712 | 777 431 | 824 501 | 925 962 | 1 046 338 | 1 186 330 | 1 260 226 |

| 2016      | 2021      | 2022      | - | - | - | - | - | - |
| --------- | --------- | --------- | - | - | - | - | - | - |
| 1 348 183 | 1 434 367 | 1 456 261 | - | - | - | - | - | - |

La répartition de la population de la Haute-Garonne est très contrastée. Le nord du département qui contient l'aire urbaine de Toulouse regroupe plus de 80 % de la population. Elle attire de plus en plus de monde et les communes périurbaines se repeuplent. La banlieue toulousaine croit de plus en plus, provoquant un habitat dispersé important. L'ensemble de l'aire urbaine, constituée de la banlieue et de la couronne périurbaine, regroupe 255 communes atteignant les limites du département dans le nord, l'est et l'ouest. Ce mouvement de périurbanisation s'observe aussi à Saint-Gaudens, le deuxième pôle urbain du département. Selon l'INSEE, la Haute-Garonne compterait 1 621 000 habitants en 2040, selon le scénario central. En effet, ce département est celui qui connaît la plus forte croissance démographique de France, avec l'Hérault, ou légèrement devant.
La Haute-Garonne est un département jeune, avec un indice de vieillissement de 59 contre 91 pour la moyenne de l'ancienne région Midi-Pyrénées et contre 67 au niveau national.

### Communes les plus peuplées
| Nom                      | Code Insee | Intercommunalité                | Superficie (km2) | Population (dernière pop. légale) | Densité (hab./km2) | Modifier                                    |
| ------------------------ | ---------- | ------------------------------- | ---------------- | --------------------------------- | ------------------ | ------------------------------------------- |
| Toulouse                 | 31555      | Toulouse Métropole              | 118,30           | 511 684 (2022)                    | 4 325              | modifier les données · modifier les données |
| Colomiers                | 31149      | Toulouse Métropole              | 20,83            | 40 916 (2022)                     | 1 964              | modifier les données · modifier les données |
| Tournefeuille            | 31557      | Toulouse Métropole              | 18,17            | 29 724 (2022)                     | 1 636              | modifier les données · modifier les données |
| Blagnac                  | 31069      | Toulouse Métropole              | 16,88            | 27 314 (2022)                     | 1 618              | modifier les données · modifier les données |
| Muret                    | 31395      | CA Le Muretain Agglo            | 57,84            | 25 653 (2022)                     | 444                | modifier les données · modifier les données |
| Plaisance-du-Touch       | 31424      | CA Le Grand Ouest Toulousain    | 26,53            | 20 471 (2022)                     | 772                | modifier les données · modifier les données |
| Cugnaux                  | 31157      | Toulouse Métropole              | 13,01            | 20 239 (2022)                     | 1 556              | modifier les données · modifier les données |
| Balma                    | 31044      | Toulouse Métropole              | 16,59            | 17 431 (2022)                     | 1 051              | modifier les données · modifier les données |
| Castanet-Tolosan         | 31113      | CA du Sicoval                   | 8,22             | 15 264 (2022)                     | 1 857              | modifier les données · modifier les données |
| Ramonville-Saint-Agne    | 31446      | CA du Sicoval                   | 6,46             | 15 172 (2022)                     | 2 349              | modifier les données · modifier les données |
| Saint-Orens-de-Gameville | 31506      | Toulouse Métropole              | 13,06            | 14 229 (2022)                     | 1 090              | modifier les données · modifier les données |
| Fonsorbes                | 31187      | CA Le Muretain Agglo            | 19,03            | 13 048 (2022)                     | 686                | modifier les données · modifier les données |
| L'Union                  | 31561      | Toulouse Métropole              | 6,77             | 12 410 (2022)                     | 1 833              | modifier les données · modifier les données |
| Saint-Gaudens            | 31483      | CC Cœur et Coteaux du Comminges | 27,35            | 11 869 (2022)                     | 434                | modifier les données · modifier les données |
| Saint-Jean               | 31488      | Toulouse Métropole              | 5,94             | 11 239 (2022)                     | 1 892              | modifier les données · modifier les données |

### Archéologie
La Haute-Garonne est riche de nombreuses grottes pariétales de l'art rupestre pyrénéen, comme la grotte d'Aurignac, qui a donné son nom à la période aurignacienne. De même, la grotte des Rideaux dans les grottes de la Save à Lespugue est le lieu de la découverte en 1922 de la vénus de Lespugue, une statue datant de 21 000 av. J.-C. À quelque deux km des grottes de Lespugue sont les grottes de Montmaurin ou la cavité de la Niche a livré la mandibule de Montmaurin, vieille de 190 000 à 240 000 ans AP. La grotte de Montespan est aussi très riche avec des scènes rupestres et des statues d'animaux en argile. On trouve également des peintures paléolithiques dans la grotte de Marsoulas.

## Tourisme

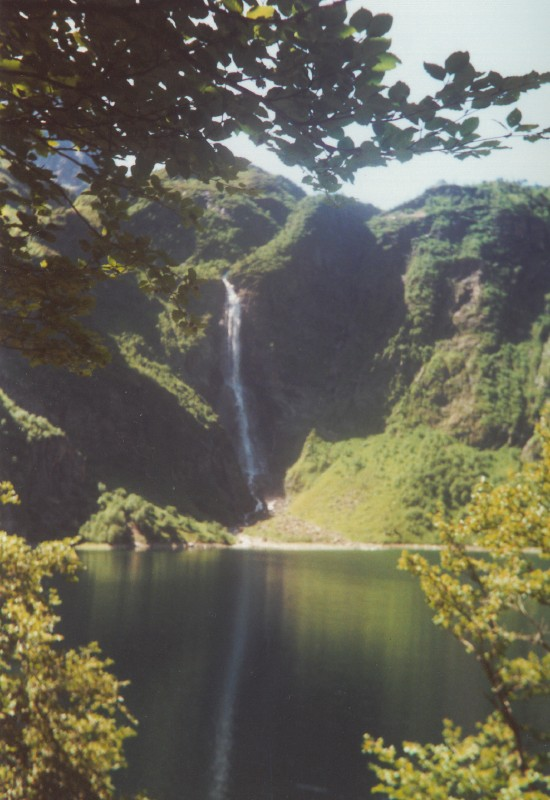
Cascade pyrénéenne.

Le département de la Haute-Garonne est montagneux dans sa partie méridionale, et recèle quelques beaux paysages.

### Randonnée
Le département offre une multitude de chemins de randonnée, notamment en montagne avec le célèbre GR 10 qui traverse la chaîne des Pyrénées. Un autre chemin est la HRP ou le sentier de Haute Randonnée Pyrénéenne qui pénètre en Haute-Garonne par le col des Gourgs-Blancs. Ouvert depuis le 1er juillet 2017, Via Garona, sentier de grande randonnée 861 qui relie Toulouse à Saint-Bertrand-de-Comminges sur le chemin du piémont pyrénéen vers Saint-Jacques-de-Compostelle.

### Spéléologie
Le réseau souterrain de la Haute-Garonne est très étendu et complexe. Il est constitué de nombreuses grottes et gouffres dont les découvertes ont été faites par Édouard-Alfred Martel et Norbert Casteret. Le gouffre le plus important est celui de la Henne Morte situé à Herran avec une profondeur de 446 mètres. Il appartient à l'un des plus gros réseaux français, celui de Félix Trombe (117 km), qui parcourt le massif du Cagire, de Paloumère et de l'Arbas.

### Sports d'hiver
Le département possède quatre stations de ski :
- Peyragudes (1 600 m - 2 450 m), 55 km de pistes ;
- Luchon-Superbagnères (1 440 m - 2 260 m), 30 km de pistes ;
- Le Mourtis (1 380 m - 1 816 m), 22 km de pistes ;
- Bourg-d'Oueil (1 350 m - 1 500 m).

### Résidences secondaires
Selon le recensement général de la population du 1er janvier 2008, 3,7 % des logements disponibles dans le département étaient des résidences secondaires.
Ce tableau indique les principales communes de la Haute-Garonne dont les résidences secondaires et occasionnelles dépassent 10 % des logements totaux en 2008 :
| Ville                           | Population SDC | Nombre de logements | Résidences secondaires | % résidences secondaires |
| ------------------------------- | -------------- | ------------------- | ---------------------- | ------------------------ |
| Saint-Aventin (Superbagnères)   | 88             | 461                 | 411                    | 89,15 %                  |
| Gouaux-de-Larboust (Peyragudes) | 46             | 235                 | 208                    | 88,35 %                  |
| Boutx (Le Mourtis)              | 270            | 654                 | 490                    | 74,92 %                  |
| Bagnères-de-Luchon              | 2 622          | 5 012               | 3 305                  | 65,96 %                  |
| Saint-Mamet                     | 607            | 766                 | 446                    | 58,25 %                  |
| Fos                             | 250            | 414                 | 235                    | 56,76 %                  |
| Montauban-de-Luchon             | 455            | 377                 | 182                    | 48,17 %                  |
| Saint-Béat                      | 394            | 449                 | 214                    | 47,51 %                  |
| Cierp-Gaud                      | 917            | 690                 | 236                    | 34,28 %                  |
| Aspet                           | 948            | 710                 | 187                    | 26,29 %                  |
| Salies-du-Salat                 | 1 928          | 1 312               | 199                    | 15,17 %                  |

Sources :
Source INSEE, chiffres au 01/01/2008.

## Personnalités
- Conchita Ramos (1925-2019), résistante de la Seconde Guerre mondiale, déportée à Ravensbrück;
- Claude Nougaro (1929-2004), chanteur;
- Pierre Izard (1935-), président du conseil général;
- Dominique Baudis (1947-2014) , maire de Toulouse;
- Carole Delga (1971-), présidente de la région Occitanie.
- Bigflo et Oli, chanteurs Toulousains;